# Bavaria Germanair
Bavaria Germanair war eine deutsche Charterfluggesellschaft mit Sitz in München und Basis auf dem Flughafen München-Riem. Sie entstand aus der Fusion der Unternehmen Bavaria Fluggesellschaft und Germanair und ging schließlich selbst in der Hapag-Lloyd Flug, der heutigen TUIfly, auf.

## Geschichte
Der Münchener Unternehmer Josef Schörghuber kaufte im Jahr 1970 die Fluggesellschaft Germanair auf. Vier Jahre später übernahm die Schörghuber Unternehmensgruppe auch die Bavaria Fluggesellschaft. Beide Unternehmen flogen zunächst weiterhin unter eigenen Markennamen, koordinierten aber ihre Zusammenarbeit durch eine gemeinsame Geschäftsleitung. Am 1. März 1977 fusionierten die beiden Fluggesellschaften zur Bavaria Germanair. 
Bereits vor der Fusion wurde bekannt, dass Josef Schörghuber einen Teilhaber für seine Fluggesellschaft suchte. Insbesondere die anstehende Erneuerung der Flotte, die überwiegend aus kosten- und lärmintensiven BAC 1-11 bestand, stellte ein erhebliches Investitionsrisiko dar, das er im Alleingang nicht wagen wollte. Nach erfolglosen Verhandlungen mit der Bayerischen Landesbank und der Lufthansa konnte er die Fluggesellschaft Hapag-Lloyd Flug für Gespräche gewinnen, die aber nur an einer Mehrheitsbeteiligung interessiert war. Josef Schörghuber nahm diese Gelegenheit wahr und verkaufte die Bavaria Germanair nur einen Monat nach ihrer Fusion an die Hapag-Lloyd Flug. Das bundesdeutsche Kartellamt bewertete diesen Verkauf kritisch. Hapag-Lloyd durfte das erworbene Unternehmen zunächst nicht in die eigene Fluggesellschaft integrieren, sondern musste es unter dem Namen Bavaria Germanair weiterführen.  
Nachdem Ende 1978 die Zustimmung des Kartellamtes für einen Zusammenschluss der beiden Unternehmen vorlag, wurde Bavaria Germanair im Januar 1979 vollständig in Hapag-Lloyd Flug integriert. Diese ist heute Teil von TUIfly.

## Flugziele
Bavaria Germanair führte überwiegend von München-Riem und Düsseldorf ausgehende Charterflüge in den Mittelmeerraum sowie nach Madeira und zu den Kanarischen Inseln durch.

## Flotte
Zuletzt bestand die Flotte der Bavaria Germanair aus elf Flugzeugen:
- 2 Airbus A300-B4 mit je 324 Sitzplätzen
- 2 BAC 111-400 mit je 84 Sitzplätzen (verleast an Gulf Air)
- 7 BAC 111-500 mit je 114 Sitzplätzen